# Phayao
Pour la province de Thaïlande, voir Province de Phayao.
Phayao est une petite ville de la région Nord de la Thaïlande, capitale de la province de Phayao. C'est une des premières cités-états du peuple thaï.

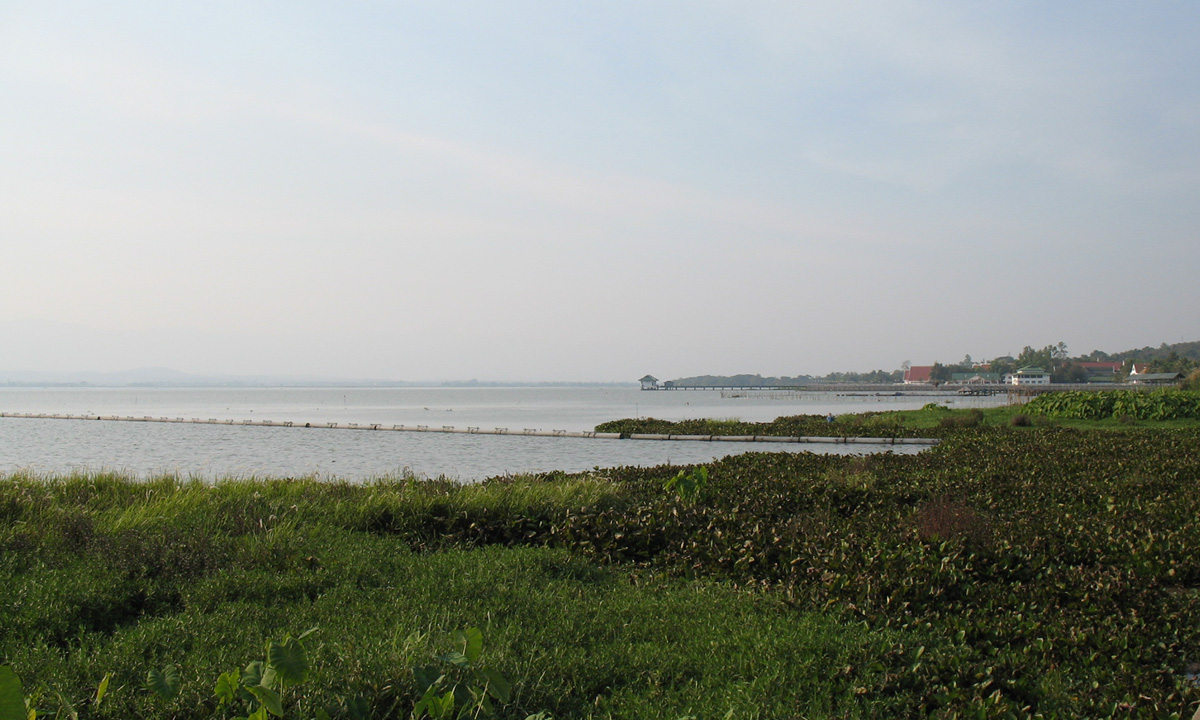
Lac de Phayao (Kwan Phayao)
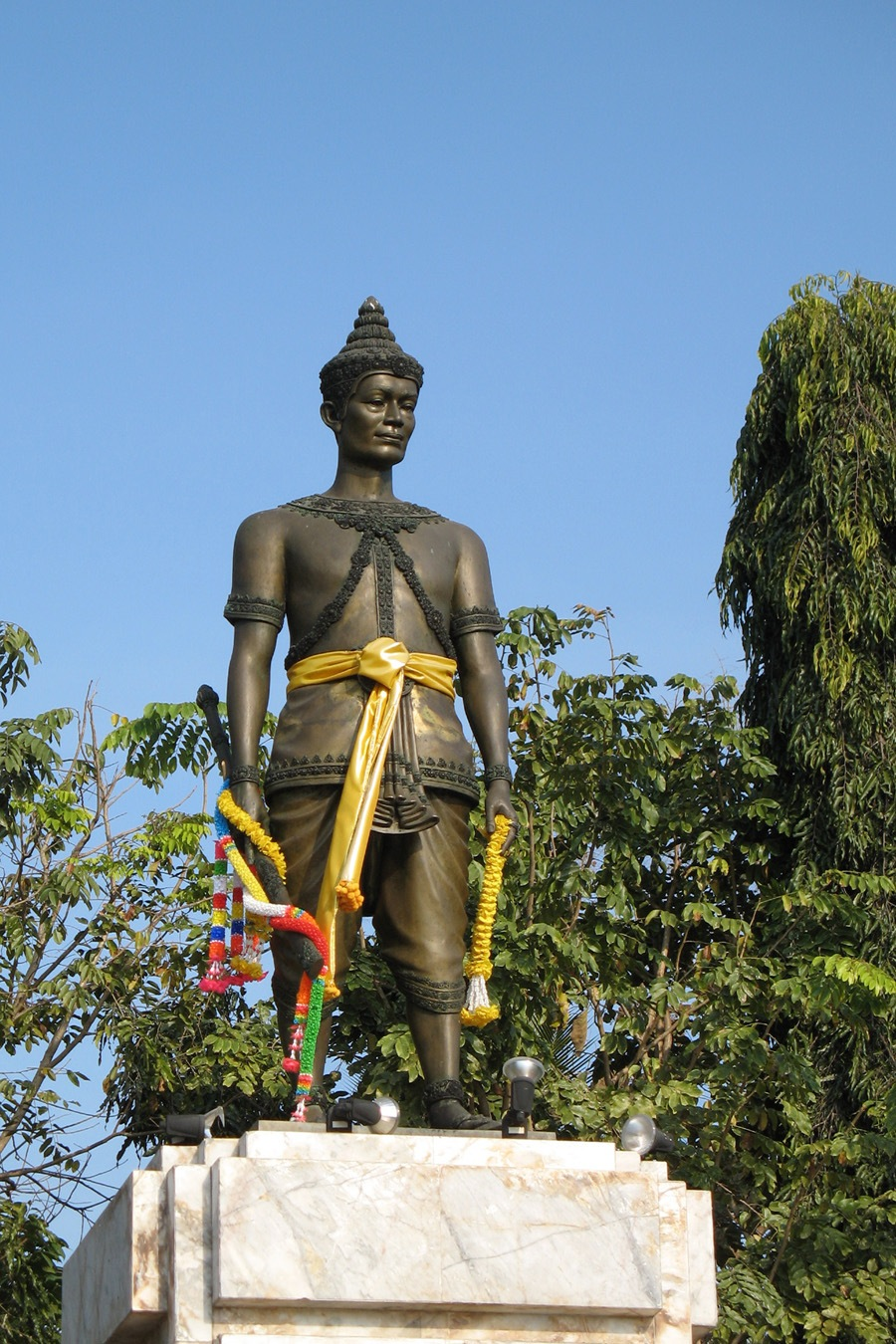
Statue du roi Ngam Muang (allié de Mengrai au XIIIe siècle)
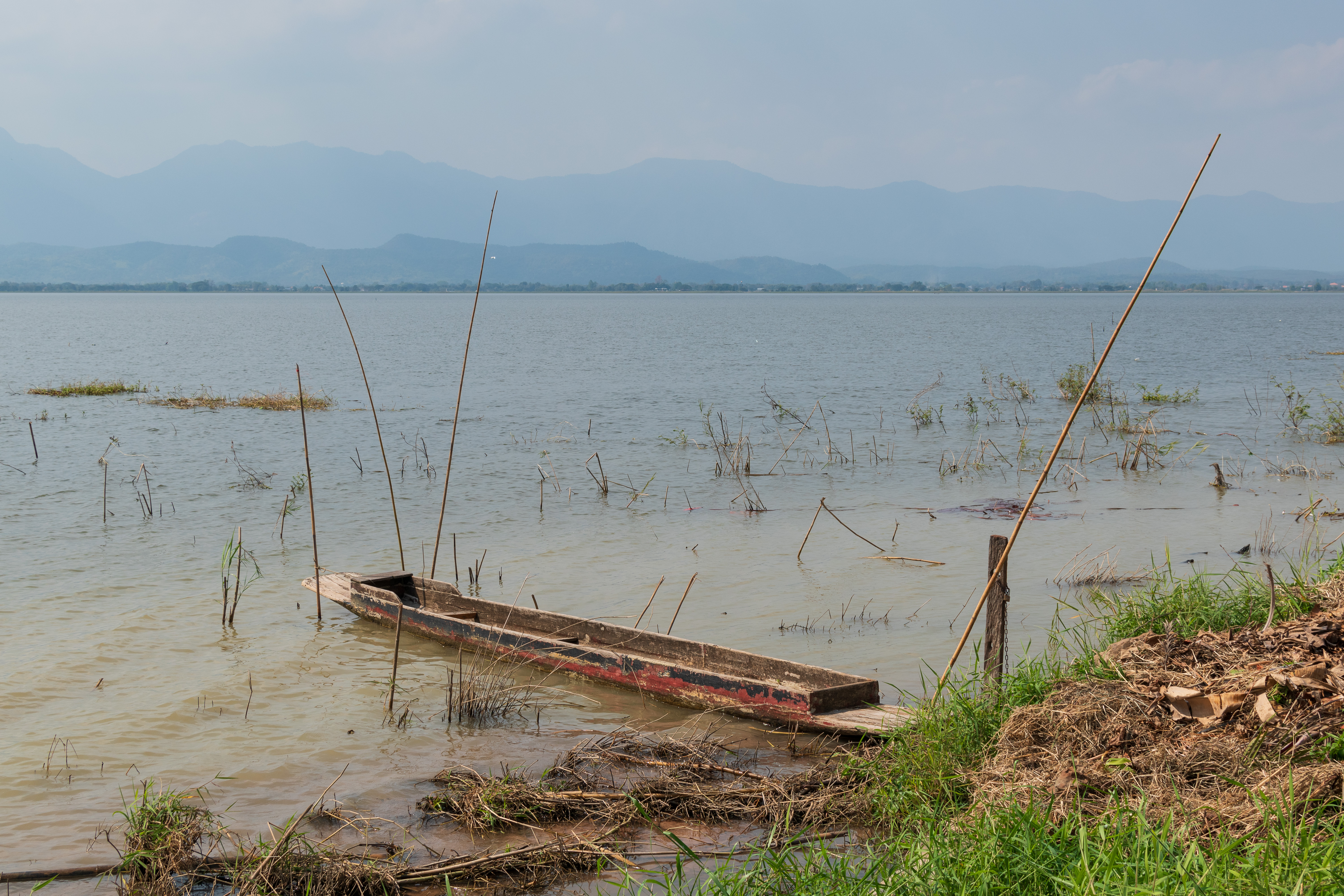
Petite barque en bois sur le กว๊านพะเยา (th), à environ 1km du centre ville. Janvier 2024.

Elle a été fondée au XIIe siècle à l'Est du lac Phayao.